# إبراهيم البراهيم
إبراهيم البراهيم لاعب كرة قدم سعودي ، يلعب في خط الوسط في نادي الثقبة.

## مسيرة اللاعب
كانت بداياته مع نادي الاتفاق السعودي و لعب له عدة مواسم وفسخ عقده مع الاتفاق في عام 2016 و وقع بعدها مع نادي الخليج و لعب معهم موسم وبعدها وقع مع نادي هجر و بعدها لعب مع نادي الحجاز ونادي الرياض والنادي العربي ونادي الجيل ونادي وج ونادي الثقبة.

## روابط خارجية
- إبراهيم البراهيم على موقع الاتحاد الدولي (مؤرشف)  (الإنجليزية)
- إبراهيم البراهيم على موقع قاعدة بيانات كرة القدم.إي يو (الإنجليزية)
- إبراهيم البراهيم على موقع Soccerway.com (الإنجليزية)